# KWin
KWin je správce oken pro X Window System. Je základní součástí K Desktop Environment (KDE), ačkoliv může být použit i s jinými desktopovými prostředími.
Existuje mnoho vzhledů oken pro KWin, například Oxygen, Bespin, Plastik, Keramik a také Redmond, který připomíná Microsoft Windows. Podporuje také vzhled IceWM. Mnoho dalších témat lze také přidat pomocí Aurorae Theme Enginu.